# 枝年祥
枝 年祥（生没年不詳）とは、明治時代の浮世絵師。

## 来歴
月岡芳年の門人。『浮世絵師人名辞書』に「芳年門人、枝氏、明治」とある。また明治31年（1898年）建立の「月岡芳年翁之碑」に「芳年社中故門人」として「枝年祥」の名があり、これ以前に没していたとみられるが、その他の経歴や作については不明。